# Tramwaje w Jaén
Tramwaje w Jaén − projekt systemu komunikacji tramwajowej w hiszpańskim mieście Jaén.
Linię tramwajową T1 o długości 4,7 km z 10 przystankami zaczęto budować w 2009, a zakończono w marcu 2011 r. 
19 kwietnia 2011 r. linia została przekazana władzom lokalnym, jednak dotychczas nie została uruchomiona (poza okresem próbnym – od 3 do 19 maja 2011 r.) z powodu konfliktu politycznego – budowa została zapoczątkowana, kiedy w mieście rządzili socjaliści, a skończona, kiedy do władzy doszli konserwatyści, którzy zawsze byli przeciwni inwestycji. 
Koszt całej inwestycji wyniósł ok. 120 milionów €. Szerokość toru to 1435 mm.

## Linia
Linia tramwajowa biegnie z północy na południe:
- Vaciacostales – Centro

## Tabor
Do obsługi linii zakupiono 5 tramwajów Alstom Citadis 302.